# オールマン・リバー
『オールマン・リバー』は宝塚歌劇団の舞台作品。雪組公演。
併演作品は『朝霧に消えた人』。

## 解説
※『宝塚歌劇100年史（舞台編）』の宝塚大劇場公演のページを参照
"オールマン・リバー"とはミュージカル『ショウボート』の中のナンバーで、年老いた河、つまりミシシッピ川を意味する。1920年代のアメリカ合衆国におけるジャズ発展の歴史をテーマに、ミシシッピ沿岸の年を遡る形でショーアップされている。
当時の雪組トップスター、汀夏子の本公演最後のショー作品。

## 公演期間と公演場所
- 1979年8月10日 - 9月25日　宝塚大劇場[2]
- 1979年12月1日 - 12月27日　東京宝塚劇場[3]

## 宝塚大劇場公演のデータ
形式名は「グランド・ショー」。18場。

### スタッフ
- 作・演出：小原弘稔[2]
- 作曲・編曲：吉崎憲治[4]、中井光晴[4]
- 編曲・音楽指揮：橋本和明[4]
- 振付：ロバート・タッカー[2][4]
- 装置：石浜日出雄[4]
- 衣装：任田幾英[4]
- 照明：今井直次[5]
- 音響：松永浩志[5]
- 小道具：万波一重[5]
- 効果：吉田雄二[5]
- 合唱指導：橋本和明[5]
- 演出補：太田哲則[5]
- 演出助手：中村暁[5]
- 制作：武井泰治[5]
- 振付助手：ネネット・シャリス・タッカー[5]